# Switched at Birth (televisieserie)
Switched at Birth is een Amerikaanse televisieserie die draait om twee tieners die werden verwisseld bij hun geboorte en opgroeiden in verschillende omgevingen. In Nederland werd het eerste seizoen tussen 22 augustus 2012 tot 28 november 2012 uitgezonden door Net5

## Verhaal
Bay Kennish (Vanessa Marano) is een artistieke tiener die wordt opgevoed door moeder Kathryn (Lea Thompson) en vader John (D.W. Moffett), een voormalig professioneel honkbalspeler. Ze groeit samen met haar broer Toby (Lucas Grabeel) op in de rijke buurt Mission Hills in Kansas. Na het bestuderen van bloedgroepen op school, begint Bay zich af te vragen waarom haar bloedgroep niet overeenkomt met die van haar ouders. De familie ondergaat genetische testen. Daaruit blijkt dat Bay niet hun biologische kind is. Ze ontdekken dat het ziekenhuis haar na haar geboorte per ongeluk verwisseld heeft met een andere pasgeboren baby.
Daphne Vasquez (Katie Leclerc) is een dove tiener. Ze woont bij haar alleenstaande moeder Regina (Constance Marie) en haar Puerto Ricaanse oma in een volksbuurt in Riverside, Missouri. Ze verloor haar gehoor als gevolg van meningitis toen ze een klein kind was. Daarom gaat ze naar een school voor dove en slechthorende kinderen. Waar ze ook basketbal speelt.
Wanneer de twee families erachter komen dat de meisjes ooit verwisseld werden, worstelen de meisjes met hun identiteit. De Kennishes horen van Regina's financiële problemen en stellen voor dat ze met Daphne in hun gasthuis komt wonen. De nieuwe woonsituatie dwingt beide families inzicht te verkrijgen in elkaars afkomst en gewoontes. Kathryn wil een band opbouwen met Daphne en vervreemdt daarmee Bay van zich, terwijl Regina Kathryns toenaderingen tot Daphne probeert te accepteren.

## Cast
- Daphne Paloma Vasquez (Katie Leclerc) is de biologische dochter van John & Kathryn Kennish. Zij is de wettelijke dochter van Regina Vasquez. Zij is geboren op 22 oktober 1995. Ze is doof.
- Bay Madeleine Kennish (Vanessa Marano) is de biologische dochter van Angelo Sorrento & Regina Vasquez. Zij is de wettelijke dochter van John en Kathryn Kennish. Zij is ook geboren op 22 oktober 1995.
- Regina Vasquez (Constance Marie) is Daphnes wettelijke moeder en Bay's biologische moeder.
- John Kennish (D.W. Moffett) is Bays wettelijke vader en Daphne en Toby's biologische vader.
- Kathryn Kennish (Lea Thompson) is Bays wettelijke moeder en Daphne en Toby 's biologische moeder.
- Toby Kennish (Lucas Grabeel) is John en Kathryns biologische zoon, Bays wettelijke broer en Daphnes biologische broer. Hij heeft een gokprobleem.
- Emmett Bledsoe (Sean Berdy) is Daphnes beste vriend die ook doof is. Hij gelooft dat dove mensen en mensen die kunnen horen geen relatie kunnen hebben. Toch krijgt hij een relatie met Bay.

### Overige cast
- Melody Marlee Matlin: moeder van Emmett
- Denise Tammy Townsend
- Wilke Austin Butler
- Ty Blair Redford
- Adriana Ivonne Coll
- Bruce Jason Brooks: Denises ex-man
- Zane Brandon Jones
- Gillian Kimberly Wallis
- Mr. Thatcher Steven Connor
- Burf Aaron Jaeger

## Afleveringen
| Aantal | Seizoen   | Annum     |
| ------ | --------- | --------- |
| 31     | Seizoen 1 | 2011-2012 |
| 21     | Seizoen 2 | 2012-2013 |
| 22     | Seizoen 3 | 2013-2014 |
| 23     | Seizoen 4 | 2014-2015 |